# ملا یحیی (روستا)
روستای ملایحیی که با نام نوجه‌ده‌درق نیز شناخته می‌شود، از روستاهای استان آذربایجان شرقی و از توابع شهرستان مرند می‌باشد. جمعیت آن حدود ۱۲۰ نفر است.